# Jean Nicolas Bouilly
Jean-Nicolas Bouilly (* 23. Januar oder 24. Januar 1763 in Joué-lès-Tours; † 14. April 1842 in Paris) war ein französischer Dramatiker, Librettist und Politiker während der Französischen Revolution. Er ist wegen seines Librettos Leonore bekannt, das zur Grundlage von Beethovens Oper Fidelio wurde.

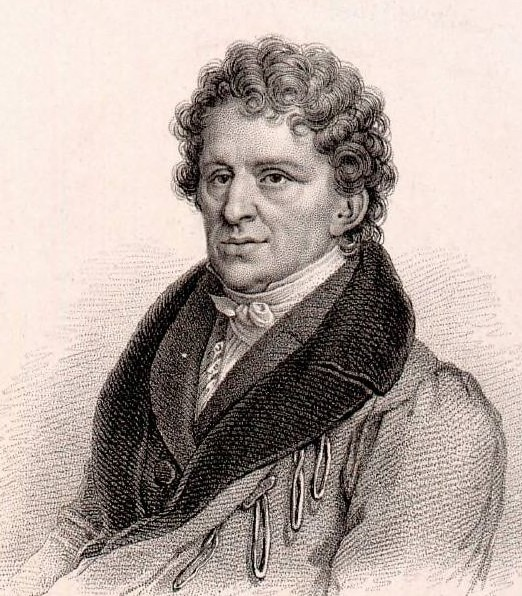
Jean-Nicolas Bouilly

## Leben
Bouilly studierte Rechtswissenschaft an der Universität Orléans und war zunächst Anwalt am Parlement von Paris. Als dieses 1787 nach Troyes verlegt wurde, verließ er es und widmete sich – von Mirabeau ermuntert – mehr und mehr der Literatur. Während der großen Revolution konnte er sich auch unter den neuen Machthabern halten und hatte verschiedene Verwaltungsfunktionen in Tours inne.
Unter seinen zahlreichen Werken sind Pierre le Grand (1790) mit der Musik von André-Ernest-Modeste Grétry und die Oper Les deux journées (1800) mit der Musik von Cherubini zu nennen.
Seine Leonore (1798) wurde zunächst von Pierre Gaveaux als Léonore, ou L’amour conjugal in Musik gesetzt, dann auch von Simon Mayr als L’amor coniugale sowie von Ferdinando Paër als Leonora vertont.
1795 wurde er zum Mitglied des Wohlfahrtsausschusses, der aber bald darauf aufgelöst wurde. 1836/7 veröffentlichte er seine dreibändige Autobiographie Mes Récapitulations. Jean-Nicolas Bouilly starb am 14. April 1842 mit 79 Jahren in Paris und fand auf dem Friedhof Père-Lachaise seine letzte Ruhestätte.

## Werke (Auswahl)
- L’abbé de l’épée (1800)
- Causeries d’un vieillard (1807)
- Contes à ma fille (1809)
- Contes A Ma Fille, Cinquième Édition, Paris: Charles Barrois, 1815
  - Tome Premier  (Digitalisat)
  - Tome Second (Digitalisat)
- Les adieux du vieux conteur (1835)